# Zamek w Husiatynie
Zamek w Husiatynie – zbudowany w 1630 na urwistym brzegu rzeki Zbrucz, na północ od centrum miasta.

## Historia
Zamek powstał jako fortalicja kresowa z inicjatywy Marcina Kalinowskiego, hetmana polnego koronnego. Kiedy hetman trafił do niewoli tatarskiej w 1648, warownia została zdobyta i zniszczona przez Kozaków. Szybko odbudowana zdołała obronić się jeszcze przed Kozakami i Tatarami w 1653 i przed wojski moskiewskimi w 1655. Pomimo zwycięstwa warownia była poważnie uszkodzona. Zamek był oblegany i zdobyty w czasie wojny polsko-tureckiej w latach 70-80. XVII w. W 1683 po klęsce Turków pod Wiedniem został odbity przez wojska polskie pod dowództwem Jędrzeja Potockiego, kasztelana krakowskiego. Jednakże Turcy wycofując się zniszczyli mury obronne miasta i częściowo także zamku. Dotrwał w dobrym stanie do końca I Rzeczypospolitej. Istniejący w stanie wpół ruiny zamek sprzedał Agenor Romuald Gołuchowski w pierwszej połowie XIX wieku miejscowemu rabinowi, który rozebrał budowlę i zbudował dla siebie nowy pałac i bożnicę, które zostały całkowicie zniszczone w latach 1914-18, w czasie I wojny światowej. Przed 1939 istniała Brama wjazdowa w ruinach Ruiny zamku w Brzeżanach. zamku w Husiatynie.
Do współczesności dotrwał jako kompletna ruina, z której niewiele się zachowało. Ślady starych murów opierają się końcami o bieg rzeki.

## Właściciele i goście
Do 1729 budowla należała do rodziny Kalinowskich, następnie Potockich, a od 1819 zakupili majątek hr. Zabielscy, których był własnością do połowy XIX w., kiedy został siedzibą żydowskiego cadyka. W swojej historii na zamku gościli królowie polscy Władysław IV Waza oraz Jan Kazimierz Waza.